# 荒川区立峡田小学校
荒川区立峡田小学校（あらかわくりつはけたしょうがっこう）は、東京都荒川区荒川3丁目にある公立小学校。

## 沿革
- 1993年（平成5年）4月 - 第一峡田小学校と第八峡田小学校が統合し、新設開校。

## 教育目標
- 自分で考え、友達といっしょに活動し、ふり返りのできる子

## 通学区域
出典
- 荒川3丁目（7番～10番・13番～19番・22番～79番）
- 荒川4丁目（4番～15番・32番～38番）
- 荒川5丁目（1番～11番・14番～28番・35番・36番・38番・39番）
- 西日暮里1丁目（1番・2番・11番～18番・35番～37番）
- 西日暮里6丁目（1番・2番）

## 進学先中学校
出典
公立中学校に進学する場合
- 荒川区立第四中学校

## 学校周辺
- 城北信用金庫本店
- 東京都道306号王子千住夢の島線
- 東京都道313号上野尾竹橋線
- 観音寺
- 荒川名倉整形外科
- このほか、マンションなども点在する。

## アクセス
- 都営バス「荒川四丁目」バス停下車後、
  - 1番のりば（「草64」系統(池袋駅東口・とげぬき地蔵前方面行)）から、徒歩約205m・約3分（直線距離は校門まで約165mだが、横断歩道の設置個所の関係で、やや遠回りとなる）。
  - 2番のりば（「里22」系統(亀戸駅前・南千住車庫行)・「草63」系統(浅草寿町行)・「草64」系統(浅草雷門行)）から、徒歩約175m・約3分（直線距離は校門まで約35mだが、横断歩道の設置個所の関係で、やや遠回りとなる）。
  - 3番のりば（「草63」系統(池袋駅東口行)）から、徒歩約160m・約数分（直線距離は学校敷地まで約85mだが、横断歩道の設置個所と校門設置個所の関係で、約2倍の距離となる）。
  - 4番のりば（「草41」系統(浅草寿町行)）から、徒歩約155m・約数分（直線距離は学校敷地まではすぐそばだが、校門設置個所の関係で、遠回りとなる）。
  - 5番のりば（「草22」系統(日暮里駅前行)・「草41」系統(足立梅田町行)）から、徒歩約175m・約3分（直線距離は学校敷地まで都道313号をはさんで近いが、校門設置個所の関係で、遠回りとなる）。
- 京成電鉄本線新三河島駅から、徒歩約350m・約6分。
- なお、学校付近には、東京メトロ千代田線が通るが、付近に駅は無い。